# Роди Рич
Родрик Вејн Море Јуниор (рођен 22. октобра 1998), професионално познат као Roddy Rich, је амерички репер. Прославио се 2018. године својим синглом „ Die Young “, који је достигао 98. место на Билборд Хот 100. Ричова прва два микстера, Feed Tha Streets (2017) и Feed Tha Streets II (2018), такође су добила широко признање.  Године 2019, Рич је био представљен заједно са Хит-Бои-ом на синглу Нипсеи Хуслеа, "Racks in the Middle", који му је донео Греми награду за најбољу реп изведбу, и на Мустардовом синглу "Ballin " номинованом за Греми. достигао 11. место на Хот 100.
Ричов деби албум, Please Excuse Me for Being Antisocial, објављен је преко Атлантик Рекордс- а и Бирд Вижн Ентертаинмент-а 6. децембра 2019. године и дебитовао је на врху Билборд 200, поставши његов први албум на врху листе.  Изнедрио је Хот 100 сингл број један " The Box ", који му је донео дијамантски сертификат од стране РИАА, као и сингл у првих десет " High Fashion ", који укључује Мустардa. Касније 2020. године, Ричов допринос на ДаБабијевом синглу, „ Рокстар “, постао је његов други сингл број један на Хот 100.  Његов други студијски албум, Live Life Fast, објављен је 17. децембра 2021.
Рич је освојио неколико признања, укључујући награду Греми из девет различитих номинација, као и две БЕТ награде, две БЕТ Хип Хоп награде и Америчку музичку награду.

## Младост
Родрик Вејн Море Јуниор рођен је 22. октобра 1998. године у Комптону, Калифорнија. Мур је одрастао у хришћанском домаћинству.  Похађао је средњу школу Комптон.   Мур је почео да репује са осам година, а са дванаест година наступао је за тадашњег уметника у успону и колеге из Комтона, Кендрика Ламара. Почео је озбиљно да прави битове са 16 година   У Комтону, Мур је био члан Парк Вилиџ Комптон Крипс-а,  и има истетовирана два слова „Ц“, што симболизује његову претходну припадност банди.  Такође је кратко боравио у окружном затвору у време када је објављен његов други комерцијални миксејп, Feed Tha Streets II.  Мур је слушао Лил Вејна док је одрастао, као и Young Thug-a и Future-a.. 

## Каријера

### 2017–2018: Комерцијални деби,Feed Tha Streets, andFeed Tha Streets II
Дана 22. новембра 2017. Рич је објавио свој дебитантски комерцијални микстејп, Feed Tha Streets, који је уједно и његов први пројекат. Садржао је песме попут Position, "Chase tha Bag", "HoodRicch", and "Fucc It Up". Касета му је донела похвале од познатих репера, као што су Meek Mill, Nipsey Hussle, and 03 Greedo, као и од познатог продуцента плоча Мустарда .
У марту 2018, Рич је објавио свој незванични дебитантски продужени комад, Be 4 Tha Famе . У мају исте године, амерички репер Нипси Хасл довео је Рича као свог специјалног госта на ПоверХaус концерт у Лос Анђелесу. Дана 20. јула, Рич је објавио сингл "Die Young ", главни сингл са његовог другог комерцијалног микстера, Feed Tha Streets II. Рич је написао песму за пријатеља из детињства, који је изгубљен у потери великом брзином и рекао је у интервјуу за Гениус да ју је написао оне ноћи када је амерички репер XXXTentacion погинуо од упуцавања 18. јуна  .  Песма—која је делимично била посвећена пријатељу из детињства, а њен музички спот би акумулирао преко 80 милиона прегледа на YouTube-у и 120 милиона стримова на Спотифају. 

### 2019–2020:Please Excuse Me for Being Antisocial
Дана 15. фебруара 2019, Рич је био представљен заједно са америчким продуцентом плоча Хит-Бои-ом на синглу америчког репера Нипси Хасла, „Racks in the Middle “.  и донео му награду Греми за најбоље реп извођење .  Тачно месец дана касније, 15. марта, представљен је заједно са колегом америчким репером Тајгом на ремиксу сингла америчког репера Пост Малоуна из 2018, „ Wow “. 31. маја Рич је објавио сингл "Out Tha Mood". 28. јуна објавио је сарадњу са америчким продуцентом Мустардом на синглу " Ballin' ", као део трећег студијског албума, Perfect Ten. Песма је номинована за најбоље реп/певано извођење на додели Греми награда 2020. 
Рич је 11. октобра 2019. објавио сингл „ Big Stepper “, који служи као главни сингл његовог деби албума, Please Excuse Me for Being Antisocial . Две недеље касније, 25. октобра, издао је други сингл са албума, "Start with me ", на којем се појављује амерички репер Gunna. Тачно месец дана касније, 25. новембра, објавио је трећи сингл албума „ Tip Toe “, на којем се појављује амерички репер A Boogie wit da Hoodie. Албум је објављен 6. децембра 2019. године. Такође садржи гостовања Лил Дурк-а, Меек Милл-а, Мустарда и Ти Дола Сигн-а. Албум је дебитовао на врху Билборд 200 и провео четири недеље узастопно на листи, што је постао најдужи дебитантски реп албум број један у САД од 2003. Албум је садржао Ричов сингл са највишим ранг листама, „ The Box “, који је касније објављен као четврти сингл са албума 10. јануара 2020. године, а следеће недеље је био на врху Билборд Хот 100, остајући тамо једанаест недеља. „ High Fashion “, на којој се појављује Мустард, објављена је као пети сингл са албума 19. маја 2020.
Дана 27. јануара 2020, Рич је представљен на синглу Меек Милл-а, „ letter to Nipsey “, сада покојном Нипсију Хаслу. Такође је учествовао заједно са Гуном и америчким продуцентом Лондоном на да Трацк-у на синглу А Боогие вит да Хоодие, „ Нумберс “, са трећег студијског албума, Артист 2.0, који је објављен 14. фебруара 2020. Затим се појавио на синглу америчког репера НЛЕ Чопе, „ Валк Ем Довн “, који је објављен 19. марта 2020. и појавио се на његовом дебитантском студијском албуму, Топ Схотта . Дана 17. априла 2020, Рич је представљен на синглу америчког репера ДаБабија, „ Роцкстар “, са његовог трећег студијског албума, Бламе Ит он Баби, који је постао његов други сингл број један на Биллбоард Хот 100, провевши седам недеља на врху, као и достизање броја један у Великој Британији и у неколико других земаља. Рич је постао први уметник који је остварио своја прва два сингла број један у истој години откако је то урадио енглески певач и текстописац Ед Ширан 2017.  Рич је освојио албум године на додели БЕТ награда 2020 .  До сада је провео осамнаест кумулативних недеља на врху Хот 100, највише за било ког уметника у 2020.  Рич је 3. јула представљен заједно са америчким репером 50 Центом на постхумном синглу покојног америчког репера Поп Смокеа „ The Воо “, са Смокеовог дебитантског студијског албума Схоот фор  the Старс, Аим фор  the Моон . Дана 27. августа, Рич се појавио на синглу колеге америчког репера Кордеа, " Гифтед ", бонус нумери са другог студијског албума потоњег, Фром а Бирдс Еие Виев (2022). 30. септембра, Рич је сарађивао са америчком издавачком кућом Интернет Монеи и америчким певачем и репером Доном Толивером на ремиксу сингла потоње двојице најбољих 10, „ Лемонаде “, чији је оригинална песма такође сарадња са Гунном и укључује канадског репера Нава . ; ремикс се појавио на комплетном издању деби албума издавачке куће, Б4 тхе Сторм.
Током интервјуа за ГК, Рич је открио да је његов други студијски албум завршен, али је рекао да чека право време да га објави. Рич је албум назвао „потпуним ремек-делом. Права идеја. Право дело“.  Дана 24. новембра 2020. године, он је задиркивао потенцијални предстојећи пројекат под називом Лове Ис Барели Реал Аниморе .  Рич се изједначио са канадским певачем  The Веекнд као најноминованији уметници на Америчким музичким наградама 2020. године, оба са по осам номинација.  Добио је шест номинација на 63. Годишњој додели Греми награда, укључујући за песму године и плочу године за "Тхе Бок" и "Роцкстар".  Вариети га је прогласио најбољим извођачем 2020. , а Аппле Мусиц га је наградио албумом и песмом године 2020.  при чему су Плеасе Екцусе Ме фор Беинг Антисоциал и „Тхе Бок“ албум и песма са највише стриминга. године на глобалној платформи.  Био је трећи на Билбордовој листи најбољих извођача на крају године . 

### 2021-данас:Live Life Fast, andFeed Tha Streets III
Дана 14. марта 2021, Рич је званично објавио уживо извођење необјављене песме под називом "Хеартлесс", коју је дебитовао на 63. Годишњој додели Греми награда. Дана 2. априла, Рич је објавио сарадњу са колегом америчким репером 42 Дуггом, под називом " 4 Да Ганг ", који се појавио као главни сингл са комерцијалног микстејпа потоњег, Фрее Дем Боиз . Рич је такође учествовао заједно са америчким певачем и репером Брајсоном Тилером и америчким репером Лил Бејбом на синглу ДЈ-а Каледа, „ Боди ин Мотион “, са његовог истоименог дванаестог студијског албума, Кхалед Кхалед, који је објављен 30. априла. 21. маја Рич је објавио сарадњу са колегом америчким репером Бирдманом, под називом „Стуннаман“, у којој се појављује амерички репер Лил Вејн, 21. маја. 4. јуна Рич је објавио сингл „ Лате ат Нигхт “, главни сингл са свог другог студијског албума Ливе Лифе Фаст . Рич је такође објавио сарадњу са колегом америчким репером Бином Ридоом, под називом „Лемме Финд Оут“, 1. октобра. 3. децембра, Рич се такође придружио Гуни и Футуреу на ремиксу њиховог сингла „ Тоо Еаси “, који се појавио на Гунином дебитантском студијском албуму, ДС4Евер .
Рич је 14. септембра објавио причу на Инстаграму у којој је открио наслов албума. Поново је користио наслов албума на објавама на друштвеним мрежама неколико дана касније.   30. новембра, припремајући се за издавање албума, Рич је обрисао све своје претходне постове са Инстаграма и најавио датум објављивања и открио насловницу следећег дана.  Албум је објављен 17. децембра. На њему су гостовали Футуре, Кодак Блацк, 21 Savage, Takeoff, Јамие Фокк, Ти Долла Сигн, Алек Ислеи, Фивио Фореигн, Лил Баби и Гунна. Дана 12. маја 2022, Рич је представљен на Пост Малоуновом синглу, „ Cooped Up “, који се појавио на четвртом студијском албуму потоњег, Твелве Царат Тоотхацхе . Дана 26. августа 2022. Рича је представио амерички репер DJ Khaled у својој песми „ Кекај то иде “, а Рич је такође учествовао са Лил Дурк и 21 Савагеом .
Дана 22. октобра, Рич је објавио датум изласка и открио насловницу за Live Life Fast, and Feed Tha Streets III.  18. новембра, микстејп је објављен преко Атлантиц Рецордс и Бирд Висион Ентертаинмент. Албум има 15 песама и има гостовања са Лил Дурк и Ти Долла Сигн. Микстејп је подржан са три сингла, " Стоп Бреатхинг ", " Астон Мартин Труцк " и " Твин " са Лил Дурк.

## Лични живот
У августу 2019, Рич је ухапшен због кривичног дела породичног насиља након што је наводно физички напао своју девојку, америчку манекенку и пословну жену Али Минати, у својој кући у Лос Анђелесу, касније пуштен уз гаранцију од 50.000 долара. Све оптужбе је касније одбацила канцеларија окружног тужиоца Лос Анђелеса због недовољних доказа.  У априлу 2020. Минати им је родила сина.  
Дана 21. фебруара 2021. дошло је до пуцњаве у музичком споту Рича и његовог колеге америчког репера 42 Дугга за њихов заједнички сингл „ 4 Da Gang “, у којем су три особе повређене у Атланти, Џорџија. Амерички репер OMB Pezzy касније је оптужен у вези са пуцњавом са тешким нападом смртоносним оружјем и поседовањем ватреног оружја током извршења кривичног дела. Рич и Даг су били неповређени. Сва тројица повређених су преживела.
Рич је 11. јуна 2022. ухапшен под оптужбом за оружје након што су он и чланови његове посаде заустављени на безбедносном контролном пункту у близини Цити Филда, где су припадници закона пронашли напуњено ватрено оружје, додатну муницију и магацин великог капацитета. Рич је оптужен за кривично дело поседовање оружја, поседовање уређаја за пуњење муниције великог капацитета и незаконито поседовање уређаја за пуњење муниције. 

## Артистри
О трансцендирајућим темама своје музике, Рич црпи инспирацију из свог живота, наводећи: „Како будем доживљавао живот, моја музика ће еволуирати. Истовремено, и даље причам приче из свог света јер постоје неограничене приче и неограничени људи из тог места. Увек ћу их представљати. Како мој живот почиње да се мења и радим различите ствари, и даље желим да могу да се укључим и да се повежем са њима." Цади Ланг из часописа Time је приметила Ричов „изванредан музички стил као репера комбинује његове [хип хоп] корене са Западне обале са звуком трап музике и репа из Чикага, који добија додатну гравитацију са његовим текстовима који се крећу од размишљања о тешким реалностима живот до напада неспутане браваде“. Рич је познат по свом храпавом гласу "који чини чуда са вокалним филтерима".  Пол Томпсон из Вултуреа назвао је Рича „неоспорно талентованим вокалистом и повремено убедљивим текстописцем“, рекавши како он „често усваја исту синтаксу и вокалне интонације као Young Thug “.  Његов музички стил комбинује реповање и певање.  Рич је навео Кендрика Ламара, који је такође из свог родног града Комтона, као музички утицај.  Изјавио је да је репер Спеакер Кноцкерз његов највећи утицај, заједно са "основом" његове музике која долази од њега. Рич такође приписује утицаје Young Thugг, Future и Gucci Manе.